# Francesc Bergós
Francesc Bergós i Ribalta, también Francisco Bergós Ribalta (Barcelona, España, 1903 - Montevideo, Uruguay, 1978), fue un médico español que se estableció en el Uruguay tras exilarse al final de la guerra civil española.

## Biografía
Oriundo de una familia de tradición médica y castrense, obtuvo la licenciatura en medicina en la Universidad de Barcelona en 1923, donde posteriormente enseñó anatomía. En 1924, ingresó en el Cuerpo de Sanidad Militar de la Generalidad de Cataluña
Durante la guerra civil española, ocupó varios cargos, entre ellos, el de jefe de sanidad del frente de Aragón, jefe general de la defensa civil y médico mayor del Cuerpo de Sanidad Militar de la República.
En enero de 1939, por orden del Estado Mayor, se encargó de la evacuación de más de mil heridos en un tren en dirección a Francia. En el país galo, fue conducido para el campo de concentración de Argelès-sur-mer. Allí organizó un espacio para la sanidad y una enfermería.
En abril de ese mismo año, embarcó para Argentina y en 1942 se estableció en Montevideo. 
Desempeñó un papel activo en la organización de la donación voluntaria de sangre, realizando una intensa campaña en contra de su comercio. Integró la comisión honoraria del Servicio Nacional de Sangre vinculada al Ministerio de Salud Pública del Uruguay. Fue presidente de la Fundación Pro-donación de Sangre dr. Pedro Larguero, miembro fundador de la Federación Panamericana Pro-donación de Sangre, presidente honorario de la Asociación Nacional de Donantes de Sangre de Panamá y presidente de la Sociedad de Hematología Latinoamericana.

## Actividad político-cultural
Catalanista militante, participó activamente en las actividades de la colectividad catalana desde el exilio. Fue miembro del Consejo Nacional de Cataluña establecido en Londres en 1940, organizador de los juegos florales de la lengua catalana en el Uruguay y presidente del Casal Catalán de Montevideo en dos oportunidades, 1957 y 1966.
En 1972, Josep Tarradellas lo nombró Delegado General de Generalidad de Cataluña en la República Oriental del Uruguay, cargo que ocupó hasta su fallecimiento en 1978.
En septiembre de 2009, el Ministerio de Justicia del Gobierno Español le concedió la reparación moral por haber sido condenado y procesado injustamente por el ilegítimo Tribunal para la represión de la masonería y el comunismo en 1943.

## Publicaciones
- El criteri mèdico-social en l’assegurança social de malaltia. Butlletí del Sindicat de Metges de Catalunya, 1933; vol. XIV, Núm. 152, p. 9-15. En colaboración con Sicart, H.
- Aspectes mèdics de la guerra química. en La Medicina Catalana, 1936, año V, p. 383-390.
- Cirugía de Guerra. Barcelona: Casa d'Assistència President Macià, 1937.
- Una modalidad nueva, en el tratamiento de las lesiones producidas por agresivos vesicantes. Revista de Sanidad de Guerra, 1938; Año II,13, p. 216-8. En colaboración con Folch Solé, F.
- Lluís Companys. Montevideo: Casal Catalá, 1942.
- Manual del auxiliar sanitario de la defensa pasiva. Montevideo: Ministerio de Defensa Nacional, 1942.
- Manual del tratamiento de las intoxicaciones. Editorial Salvat. 1945.

## Enlaces de referencia
- Francesc d'Assís Bergós i Ribalta | Galeria de Metges Catalans En catalán, traducción castellana de Google